# Eleição municipal de Florianópolis em 1962
A eleição municipal de Florianópolis em 1962 ocorreu em 30 de novembro do mesmo ano.
Votou-se apenas para vereadores.

## Vereadores eleitos
| Vereadores eleitos                       | Partido | Votação |
| ---------------------------------------- | ------- | ------- |
| Waldemar Vieira                          | PSD     | 1.033   |
| Dakir Polidoro                           | PSD     | 764     |
| Norberto Ungaretti                       | UDN     | 579     |
| Baldicero Filomeno                       | PSD     | 561     |
| Waldemar Joaquim da Silva Filho (Caruso) | UDN     | 511     |
| Lúcio Freitas da Silva                   | PSD     | 492     |
| Moacir Pereira                           | PTB     | 412     |
| José Frederico Peres                     | PTB     | 387     |
| Domingos Fernandes de Aquino             | PSD     | 384     |
| Jorge Pinheiro                           | PDC     | 377     |
| Hélio Peixoto                            | PSD     | 361     |
| Roberto Lapa Pires                       | UDN     | 308     |
| Arnaldo Alfredo Fuhrmann                 | PSP     | 285     |
| Germano Amorim                           | UDN     | 276     |
| Murilo Magno Vieira                      | PTB     | 185     |